# Aspilota latipelus
Aspilota latipelus är en stekelart som beskrevs av Papp 2001. Aspilota latipelus ingår i släktet Aspilota och familjen bracksteklar. Inga underarter finns listade.